# Martin M-130
Martin M-130 (130 — размах крыла в футах) — транспортная летающая лодка, созданная компанией Glenn L. Martin Company в 1935 году по заказу авиакомпании Pan American Airways. Первый в мире самолёт, начавший выполнять регулярные рейсы через Тихий океан. Всего было построено три экземпляра; имя первого построенного M-130 — China Clipper, — стало названием всей серии, а также прозвищем других больших летающих лодок (включая Sikorsky S-42 и Boeing 314). К 1945 году все три самолёта были потеряны в катастрофах.

## История
В начале 1930-х годов американская авиакомпания Pan American Airways была серьёзным участником на международном рынке авиаперевозок, выполняя полёты из США в другие страны. Но Великобритания, с целью устранения конкуренции со стороны американских производителей, запрещает на своей территории посадку американских машин, что автоматически делало невозможным посадки летающих лодок Sikorsky S-40 на Ньюфаундленде и Бермудах для дозаправки. Тогда директор PanAm Хуан Трипп переключает внимание с Атлантического океана на Тихий, после чего выдаёт производителям Glenn L. Martin Company и Sikorsky Aircraft заказ на самолёт с высокой дальностью полёта; как будет достигнута высокая дальность не уточнялось, но как вариант была предложена дозаправка в воздухе.
Используя опыт создания Martin XP2M-1, в 1931 году компания Martin начала проектирование, а в 1934 году закончила изготовление первого экземпляра серии M-130 (заводской номер 558), который 30 декабря того же года в первый раз поднялся в воздух. В отличие от созданного в том же году S-42, самолёт Мартина не имел боковых поплавков, а поперечная устойчивость обеспечивалась выступающими в нижней части фюзеляжа спонсонами, которые также использовались для посадки—высадки пассажиров и как топливные баки. Также фюзеляж нового самолёта имел монококовую конструкцию, в отличие от конкурентов, у которых был продольный набор силовых элементов. Тяга создавалась четырьмя 14-цилиндровыми радиальными двигателями Pratt & Whitney R-1830-S2A5G, мощностью по 830 л. с. (610 кВт) каждый и оснащённых трёхлопастными винтами фирмы Hamilton Standard. Также самолёт отличался высокой грузоподъёмностью: при максимальном взлётном весе 52 252 фунта (23 701 кг) сам пустой самолёт весил около 24 600 фунтов (11 200 кг), то есть чуть меньше половины.

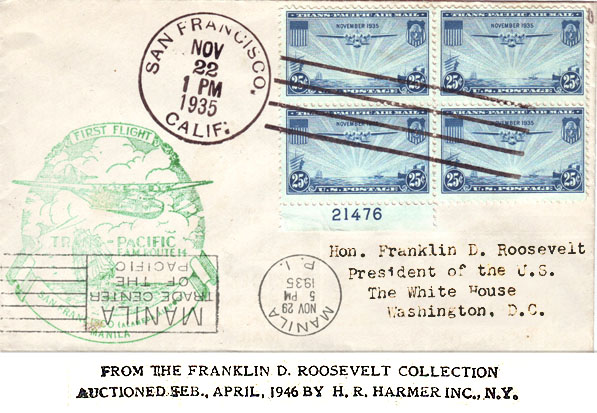
Одно из писем, доставленных China Clipper в ноябре 1935 года из Сан-Франциско в Манилу

После завершения всех испытаний, 9 октября 1935 года первый самолёт поступил в Pan American Airways, где получил бортовой номер NC14716 и имя China Clipper (рус. Китайский клипер, но можно также перевести как Чайный клипер), тем самым отсылая к знаменитым в XIX веке чайным гонкам. 22 ноября того же года с грузом авиапочты из 111 тысяч писем China Clipper под управлением Эдвина Мусика вылетел из гавани Аламиды (Калифорния) и совершая посадки с ночёвками на Гавайах, Мидуэе, Уэйке и Гуаме, 29 ноября приводнился в гавани Манилы, став первым самолётом, прибывшим в Филиппины, а также открыв фактически эру транстихоокеанских перелётов. 6 декабря лайнер вернулся в Калифорнию. К концу 1935 года в авиакомпанию поступили ещё два самолёта: 14 ноября прибыл NC14715 Philippine Clipper (рус. Филиппинский клипер), а 24 декабря — NC14714 Hawaiian Clipper (рус. Гавайский клипер). 21 октября 1936 года Hawaiian Clipper начал выполнять первые регулярные рейсы из Калифорнии на Филиппины, а 14 октября 1936 года Philippine Clipper открыл авиасообщение в Гонконг. На основе конструкции M-130 компания Martin построила самолёт M-156 с повышенной дальностью и изменённым хвостовым оперением (вместо однокилевого было применено двухкилевое), однако Pan American не заинтересовалась приобретением данного самолёта; возможно отказ был вызван высокой ценой, так как M-130 в те годы стоили 417 000 долларов (для сравнения: DC-2 — 78 000 долларов, S-42 — 242 000 долларов), при том, что тогда  ещё шла Великая депрессия. В итоге M-156 был продан в Советский Союз, где эксплуатировался под обозначением ПС-30.
Пассажировместимость M-130 составляла 48 сидячих мест, либо 18 лежащих, но фактически на трансокеанских маршрутах приходилось брать примерно десяток пассажиров из-за повышенного запаса топлива и в связи с большим объёмом почты. При этом цена билета «туда—обратно» в Манилу могла достигать 1438 долларов 20 центов, а в Гонолулу — около 720 долларов, что по тем временам было очень дорого. Сами полёты не отличались привычной комфортабельностью, так как длились весь световой день (около 15 часов) и под рокот четырёх моторов, поэтому с целью повышения комфорта салоны имели повышенную звукоизоляцию, пассажирам предоставлялись лежащие места для сна, а кормили на борту изысканными деликатесами. Это привело к тому, что был спрос на данные самолёты, которые сравнивались с летающими отелями, а в 1936 году компанией First National Pictures даже был снят фильм China Clipper.
Летающие лодки M-130 считались достаточно безопасными, но 29 июля 1938 года при полёте с Гуама на Филиппины посреди океана исчез Hawaiian Clipper с 15 людьми на борту. Через день поздним вечером с одного из кораблей заметили масляное пятно, но утром это пятно пропало, а анализы взятого из пятна масла показали, что оно не имеет к пропавшему самолёту никакого отношения. Высказывались разные версии, от отклонения с маршрута и катастрофы в филиппинских джунглях (была выдвинута в официальном отчёте о расследовании) до захвата японцами и посадки на одном из подконтрольных им островов. Но из-за отсутствия каких-либо улик все эти гипотезы так и остались на уровне догадок. Это подорвало доверие пассажиров, которые стали всё реже покупать билеты на данные самолёты, поэтому в 1939 году оставшиеся два «Китайских клипера» перевели на более короткие маршруты.
8 декабря 1941 года Philippine Clipper был одним из трёх самолётов компании PanAm, находившихся в гавани острова Уэйк, когда напала японская авиация, при этом один из авиалайнеров оказался уничтожен, погибли девять сотрудников авиакомпании, но борт NC14715 получил небольшие повреждения и довольно скоро был возвращён в строй. В связи со вступлением США во Вторую мировую войну, в 1942 году оба самолёта перешли в состав авиации американских ВМС, где активно эксплуатировались, при этом продолжая числиться на балансе Pan American. Утром 21 января 1943 года происходит катастрофа Philippine Clipper, когда экипаж выполняя полёт из Перл-Харбора в Сан-Франциско был вынужден задержаться с посадкой из-за сильного шторма над лагуной, но находясь в зоне ожидания отклонился к северу и врезался в гору, при этом погибли 19 человек.
13 октября 1943 года последний оставшийся в строю China Clipper был возвращён на гражданские маршруты, после чего стал выполнять полёты через южную Атлантику в Бельгийское Конго. Однако в данных рейсах перевозились не только пассажиры и почта, но также, в рамках проекта «Манхэттен», в Леопольдвиле на самолёты грузился уран, добываемый на руднике Шинколобве, после чего этот уран доставлялся в Майами (Флорида), а оттуда уже на объект K-25 (Теннесси).
8 января 1945 года роковая судьба постигла и China Clipper, который к тому времени набрал уже более 20 с половиной тысяч часов налёта. Выполняя рейс из Майами в Леопольдвиль самолёт заходя на ночную посадку на промежуточной остановке в Тринидаде из-за ошибки пилота врезался в воду и полностью разрушился, при этом из 30 человек на борту погибли 23.

## Конструкция
Цельнометаллическая четырёхмоторная двухреданная летающая лодка классической схемы. Высокорасположенное крыло представляет собой отдельную конструкцию и крепится к фюзеляжу на подкосах.
Основные характеристики
- Экипаж — 5—8 человек лётного экипажа (4—5 пилотов, один из которых выполняет обязанности штурмана, 2 бортинженера, 1—2 бортрадиста) + стюарды;
- Пассажировместимость — 36 сидячих, 18 лежащих;
- Длина — 90 ф. 10.5 д. (27 699 мм);
- Размах крыла — 130 футов (39 624 мм);
- Высота — 24 ф. 7 д. (7493 мм);
- Максимальная взлётная масса — 52 252 фунта (23 701 кг);
- Масса пустого самолёта — 24 600 фунтов (11 200 кг);
- Объём топливных баков — 14 000 литров;
- Двигатели — четыре 14-цилиндровых радиальных двигателя Pratt & Whitney R-1830-S2A5G[англ.] с воздушным охлаждением, мощностью по 830 л. с. (610 кВт) каждый, трёхлопастные воздушные винты фирмы Hamilton Standard[англ.].

Эксплуатационные характеристики
- Максимальная скорость — 180 миль/ч (290 км/ч);
- Крейсерская скорость — 163 миль/ч (262 км/ч);
- Дальность полёта — 3200 миль (5150 км);
- Практический потолок — 17 000 футов (5180 м).